# ドミトリー・クルグロフ
ドミトリー・クルグロフ（Dmitri Kruglov、1984年5月24日）は、エストニア、タパ出身の元サッカー選手。現役時代のポジションはDF。

## 来歴

### クラブ
2003年、エストニアの強豪FCレバディア・タリンへ移籍をし3シーズンプレーをした。
2005年6月8日、ロシア・プレミアリーグに所属するFCロコモティフ・モスクワへ5年契約で移籍をした。同年7月3日、FCテレク・グロズヌイ戦でロシアリーグデビューを果たしたが、ロコモティフでは定位置を確保することが出来ず、2006年にFCクバン・クラスノダール、2007年にFCトルペド・モスクワにレンタル移籍をした。2008年にはアゼルバイジャンのネフチ・バクーに3ヶ月のレンタル移籍をした。その後、ネフチ・バクーに完全移籍をし3シーズンプレーをした。2010年7月、FCインテル・バクーに移籍をし、レギュラーとしてプレーをしたが契約更新はされず退団をした。2011年8月、FCロストフへ3年契約で移籍をした。

### 代表
2004年10月12日、2006 FIFAワールドカップ・ヨーロッパ予選のラトビア代表との試合でA代表デビューをした。2005年11月12日、フィンランド代表との親善試合でPKから代表初得点を記録した。

## 所属クラブ
- タリナJK-83 2000-2001

→ HÜJK Emmaste 2001 (loan)
- タリナJK 2002
- FCレバディア・タリン 2003-2005

→ M.C.タリン 2003 (loan)
- FCロコモティフ・モスクワ 2005-2008

→ FCクバン・クラスノダール 2006 (loan)
→ FCトルペド・モスクワ 2007 (loan)
→ ネフチ・バクー 2008 (loan)
- ネフチ・バクー 2008-2010
- FCインテル・バクー 2010-2011
- FCロストフ 2011-2012
- FCレバディア・タリン 2013
- ラバン・バクー 2014
- FCレバディア・タリン 2014-2015
- FCインフォネット 2016-2017
- FCレバディア・タリン 2018-2020
- マールドゥ・リンナメースコンド 2021